# Вилльерс, Эдит (графиня Литтон)
Э́дит Ви́лльерс (англ. Edith Villiers), графиня Литтон (15 сентября 1841, Лондон, Великобритания — 17 сентября 1936, Небуорт, графство Хартфордшир, Великобритания) — британская английская аристократка, супруга Роберта Бульвера-Литтона, 1-го графа Литтона. Возглавляла индийский императорский двор в статусе вице-королевы Индии. Позднее служила фрейлиной при дворе королевы Виктории. Мать известной суфражистки леди Констанс Бульвер-Литтон.

## Семья и брак
Эдит Вилльерс родилась 15 сентября 1841 года в доме Вилльерсов в Лондоне. Она была дочерью Эдварда Эрнеста Вилльерса (1806—1843) и Элизабет Шарлотты, урождённой Лидделл. По отцовской линии приходилась внучкой Джорджу Вилльерсу и племянницей Джорджу Вилльерсу, 4-му графу Кларендону. Портрет Эдит кисти Джорджа Фредерика Уоттса в стиле прерафаэлитов был написан, когда ей шёл двадцать первый год. Она была не замужем, в то время, как её сестра-близнец Элизабет  в 1862 году вышла замуж за Генри Лоха, 1-го барона Лоха. Существует рассказ, что барон хотел взять в жёны Эдит, но по ошибке женился на Элизабет, а затем отказался признать это. Эдит жила с овдовевшей матерью в доме дяди, графа Кларендона. Она обучалась танцам, музыке и искусству, но не получила систематического образования.
4 октября 1864 года Эдит вышла замуж за Роберта Бульвер-Литтона, позднее ставшего 1-м графом Литтона. В приданое она принесла супругу ежегодный доход в шесть тысяч фунтов стерлингов. Бульвер-Литтон был занят на дипломатической службе. Он не был богат, хотя его отец Эдвард Бульвер-Литтон был известным писателем, возведённым в пэрское достоинство в 1866 году. Именно по решению отца, муж Эдит стал дипломатом. Бульвер-Литтон-старший расстроил помолвку сына и девушки из Нидерландов, и также не был заинтересован в его браке с Эдит. В первый год их брака тесть отказывался говорить с ней. Однако, со временем его позиция стала менее категоричной.
Эдит сопровождала супруга во время дипломатической службы, и некоторые их дети появились на свет за границей. Всего у супругов родились четыре сына и три дочери:
- Эдвард Роуленд Джон Бульвер-Литтон (1865—1871);
- леди Элизабет Эдит «Бетти» Бульвер-Литтон (12.06.1867—28.03.1942), вышла замуж за Джеральда Бальфура, 2-го графа Бальфура;
- леди Констанс Джорджина Бульвер-Литтон (1869—1923), британская феминистка, лидер суфражисток;
- достопочтенный Генри Мередит Эдвард Бульвер-Литтон (1872—1874);
- леди Эмили Бульвер-Литтон (1874—1964), вышла замуж за архитектора Эдвина Лаченса;
- Виктор Бульвер-Литтон (1876—1947), 2-й граф Литтон;
- Невилл Бульвер-Литтон (6.02.1879—9.02.1951), 3-й граф Литтон[3].

## В Дели
Ее муж служил вице-королем Индии в период между 1876 и 1880 годами; Эдит была вице-королевой. В 1876 году она родила в Шимла сына Виктора. Он был третьим из сыновей в семье, но Эдвард и Генри умерли в детском возрасте в 1871 и 1874 годах. Виктор и ее последний ребенок Невилл, который родился в 1879 году, со временем унаследовали графский титул и вотчины.
На Делийском дарбаре 1877 года, начавшемся 1 января, королева Виктория была провозглашена императрицей Индии. В следующем году Эдит, как вице-королева, получила Имперский орден Индийской короны. Она была также удостоена Королевского ордена Виктории и Альберта. Вместе с дочками вице-королева преобразовала делийский двор, взяв за образцы дворы европейских монархий. Всё необходимое было доставлено по её заказу из Парижа. Эдит была отмечена за поддержку образования женщин в Индии. Её дочь Эмили сохранила интерес к индийской культуре и после возвращения семьи в Великобританию. Когда в 1880 году муж Эдит подал в отставку, по ходатайству премьер-министра Бенджамина Дизраэли ему был присвоен титул графа.

## В Париже
Несмотря на проблемы с сердцем, в 1887 году Бульвер-Литтон был назначен послом Великобритании во Франции. Эдит, вместе с мужем, переехала в Париж. Здесь в 1891 году она неожиданно овдовела. Бульвер-Литтону, находившемуся на пике дипломатической карьеры, французское правительство устроило государственные похороны. Его вдова, вместе с пятью детьми, возглавляла процессию. На похоронах присутствовали министры. Французское правительство выделило 3500 солдат, сопровождавших гроб с телом покойного, которое для захоронения было отправлено по железной дороге в Великобританию.

## При дворе
Овдовев, Эдит оказалась в затруднительном материальном положении. В 1895 году, по личному распоряжению королевы Виктории, она стала фрейлиной (леди опочивальни) Её величества, заняв место ранее принадлежавшее Сьюзен, герцогини Роксбург. Её жалование составляло 300 фунтов стерлингов в год. Она служила с восемью другими фрейлинами-аристократками. В 1897 году Эдит присутствовала на костюмированном балу Луизы Кавендиш, герцогини Девоншир в честь бриллиантового юбилея 2 июля 1897 года.
Когда королева умерла, Эдит участвовала в похоронной процессии из Лондона в Виндзор. Затем она занимала должность леди опочивальни королевы Александры вплоть до отставки в 1905 году. Ей была назначена пенсия. Эдит жила во вдовьем доме в Хоумвуде в семейном поместье в Неуборте в графстве Хартфордшир. Дом был спроектирован около 1901 года её зятем Эдвином Лаченсом, в стиле движения «искусств и ремесел». Её дочь Констанс перенесла инсульт в 1912 году и поселилась с ней в Хоумвуде, где и про жила до самой смерти в 1923 году. Сама Эдит умерла 17 сентября 1936 года в возрасте 95 лет.

## В культуре
Её внучка Мэри Лаченс опубликовала книгу «Дневник леди Литтон», основанной на воспоминаниях Эдит при дворе королевы Виктории, и «Литтоны в Индии» — рассказ о правлении вице-короля лорда Литтона в 1876—1880 годах. Другая внучка, Элизабет Лаченс, рассказала о жизни Эдит в Хоумвуде, вспоминая свое детство в автобиографии «Золотая рыбка» (1972).